# ميخائيل بريستون
ميخائيل بريستون (بالإنجليزية: Michael Preston)‏ (22 نوفمبر 1977 ببليموث في المملكة المتحدة - ) هو لاعب كرة قدم بريطاني في مركز جناح ‏. لعب مع نادي توركي يونايتد وHolsworthy A.F.C. ‏ ونادي ويموث وSaltash United F.C. ‏.

## وصلات خارجية
- ميخائيل بريستون على موقع Soccerbase.com (لاعب) (الإنجليزية)